# Каролина Нассау-Узингенская
Каролина Нассау-Узингенская (нем. Karoline Polyxena von Nassau-Usingen; 4 апреля 1762, Висбаден — 17 августа 1823, Оффенбах) — старшая дочь князя Карла Вильгельма Нассау-Узингенского, и супруга Фридриха Гессен-Кассельского.

## Титулы
- 4 апреля 1762 — 2 декабря 1786: Её Высочество Принцесса Каролина Нассау-Узингенская
- 2 декабря 1786 — 17 августа 1823: Её Высочество Ландграфиня Гессен-Кассельская

## Потомки
- Вильгельм (24 декабря 1787 — 5 сентября 1867), женат на Луизе Шарлотте Датской (1789—1864) и отец Луизы Гессен-Кассельской.
- Карл Фридрих (9 марта 1789 — 10 сентября 1802)
- Фридрих Вильгельм[нем.] (24 апреля 1790-25 октября 1876) — не был женат,
- Людвиг Карл (12 ноября 1791 — 12 мая 1800)
- Георг Карл[нем.] (14 января 1793 — 4 марта 1881) — не был женат,
- Луиза Каролина Мария Фридерика[нем.] (9 апреля 1794 — 16 марта 1881) — состояла в могранатическом браке с генералом Георгом фон дер Декеном[нем.],
- Мария (21 января 1796 — 30 декабря 1880) — в 1817 года вышла замуж за великого герцога Георга Мекленбург-Стрелицкого,
- Августа (25 июля 1797 — 6 апреля 1889) — в 1818 году вышла замуж за Адольфа Фредерика, герцога Кембриджского.